# Игрите на глада: Сойка-присмехулка – част 2
„Игрите на глада: Сойка-присмехулка – част 2“ (на английски: The Hunger Games: Mockingjay – Part 2) е американски филм от 2015 г. на режисьора Франсис Лоурънс, базиран на романа „Сойка-присмехулка“ на Сюзан Колинс, който е третият от трилогията „Игрите на глада“. Филмът е продължение на „Игрите на глада: Сойка-присмехулка – част 1“ (2014) и е четвъртият от филмовата поредица.

## Награди и номинации
| Категория                                    | Номиниран(и)                                 | Резултат                  |
| Емпайър (20 март 2016 г.)                    | Емпайър (20 март 2016 г.)                    | Емпайър (20 март 2016 г.) |
| -------------------------------------------- | -------------------------------------------- | ------------------------- |
| Най-добър научнофантастичен или фентъзи филм | Най-добър научнофантастичен или фентъзи филм | номинация                 |
| Най-добри декори                             | Най-добри декори                             | номинация                 |
| Най-добра актриса                            | Дженифър Лорънс                              | номинация                 |